# Бек, Адриан
Адриан Бек (нем. Adrian Beck; 9 июня 1997, Крайльсхайм) — немецкий футболист, полузащитник клуба «Хайденхайм».

## Карьера
Начинал заниматься футболом в командах «Гераброн» и «Холленбах». В 2012 году перешёл в систему клуба «Хоффенхайм». В составе команды до 19 лет дважды становился победителем Бундеслиги в дивизионе «Юг/Юго-Запад». На взрослом уровне дебютировал в составе фарм-клуба «Хоффенхайма» в сезоне 2016/17, сыграв 4 матча и забив 1 гол в Регионаллиге, в основном выходя на поле в концовке встреч. После ухода из «Хоффенхайма», отыграл сезон в Оберлиге за команду «Спорт-Юнион Неккарзульм». В 2018 году вернулся в Регионаллигу, став игроком клуба «Ульм 1846», в котором провёл полгода. В январе 2019 года перешёл в бельгийский «Юнион», за который сыграл 4 матча во втором дивизионе Бельгии. В сентябре того же года был отдан в аренду на полгода в «Гамильтон Академикал» и в его составе провёл 6 матчей и отметился двумя голевыми передачами в чемпионате Шотландии. После окончания аренды, вернулся в немецкий «Ульм 1846», с которым дважды выигрывал Кубок Вюртемберга. Летом 2022 года подписал контракт с клубом второй Бундеслиги «Хайденхайм».

## Достижения
«Хоффенхайм»
- Победитель чемпионата Германии U-19 (дивизион «Юг/Юго-Запад») (2): 2014/15, 2015/16

«Ульм 1846»
- Обладатель Кубка Вюртемберга (2): 2019/20, 2020/21